# Marcha de las Malvinas
La «Marcha de las Malvinas» es una canción oficial de la Argentina compuesta en 1940 y dedicada a la reivindicación argentina sobre la soberanía de las Islas Malvinas. Fue compuesta por José Tieri y letra de Carlos Obligado en 1940.
Según lo establecido por la ley 1154, promulgada por el decreto 1188/17, es también el himno oficial de la provincia de Tierra del Fuego, Antártida e Islas del Atlántico Sur. Es entonada oficialmente en actos escolares y ceremonias a los caídos y veteranos.
Estos actos se producen, de forma estable, el día 2 de abril, cuando se conmemora el Día del Veterano y de los Caídos en la Guerra de Malvinas. Ese día de 1982 se inició la guerra de las Malvinas. Hasta el 2001, se celebraba el día 10 de junio de cada año, conmemorándose la designación de Luis María Vernet como primer gobernador argentino en las islas en 1829.

## Historia
El 9 de julio de 1939, durante la presidencia de Roberto Marcelino Ortiz, se creó la «Junta de Recuperación de las Malvinas» con el objetivo de contribuir a la difusión y conocimiento del tema entre la población; entre otras actividades organizó un concurso poético-musical. El 3 de enero de 1941 se dio a conocer la composición ganadora en un acto público en el Salón Augusteo de Buenos Aires: Marcha de las Malvinas, por José Tieri y Carlos Obligado.
Tuvo especial difusión por los medios de comunicación durante la guerra de Malvinas en 1982 por la recuperación de las islas.
Desde la presencia argentina en Puerto Argentino/Stanley, capital de las islas, en 1982 y hasta la actualidad en modo de reclamación de soberanía, se canta: «Brille, ¡oh patria!, en tu diadema la perdida perla austral».
El 2 de abril de 2015, con motivo del 33.º aniversario del inicio de la guerra, el gobierno de la provincia de Tierra del Fuego, Antártida e Islas del Atlántico Sur a través del decreto 719/15 estableció que la marcha sea transmitida todos los días en todas las estaciones de radio y canales de televisión de la provincia al inicio de las emisiones, a las ocho de la mañana, o luego de transmitir el Himno Nacional Argentino, si emiten las 24 horas.
A finales de abril de 2015, la Cámara de Diputados de la provincia de Salta anunció que tratará un proyecto que insta a cantar la marcha al finalizar los actos escolares, institucionales y oficiales. El 5 de mayo fue aprobado por la cámara de diputados provincial, y luego el proyecto pasó al Senado provincial para buscar su sanción definitiva. A principios del mes de junio, la Comisión de Educación y Cultura del Senado salteño aprobó con modificaciones el proyecto de Ley en revisión. En las modificaciones se agregó que será obligatorio en los actos escolares de los establecimientos educativos de todos los niveles y modalidades de Educación Formal y No Formal del Sistema Educativo. El proyecto volvió a la cámara de Diputados para su revisión.

## Letra original
Tras su manto de neblinas
No las hemos de olvidar,
Las Malvinas, Argentinas
Clama el viento y ruge el mar.
Ni de aquellos horizontes
Nuestra enseña han de arrancar,
Pues su blanco está en los montes
Y en su azul se tiñe el mar.
Por ausente, por vencido,
Bajo extraño pabellón,
Ningún suelo más querido
De la Patria en la extensión.
¿Quién nos habla aquí de olvido?,
¿De renuncia, de perdón?
Ningún suelo más querido
De la Patria en la extensión.
Rompa el manto de neblinas
Como un sol, nuestro ideal
Las Malvinas, Argentinas
En dominio ya inmortal.
Y ante el sol de nuestro emblema
Pura, nítida y triunfal
Brille «Oh, Patria» en tu diadema
La pérdida perla austral. 
Para honor de nuestro emblema,
Para orgullo nacional
Brille «Oh, Patria» en tu diadema
La pérdida perla austral. 